# Ministerium für öffentliche Arbeiten
Ein Ministerium für öffentliche Arbeiten gab und gibt es in verschiedenen Staaten. Die meisten waren bzw. sind für den Auf- und Ausbau der staatlichen Infrastruktur wie Straßen, Schienenverkehrsnetze, Kanalbau und Flussregulierungen sowie die Standardisierung von Maßen und Gewichten verantwortlich.

## Beispiele

### Belgien
Das „Ministerie van Openbare Werken“ wurde am 13. Januar 1837 als sechstes belgisches Ministerium eingerichtet. Durch die Staatsreform von 1988 bis 1989 wurde die Zuständigkeit für diesen Bereich den Regionen übertragen. Mit Königlichem Beschluss vom 27. Juni 1990 wurde das Ministerium aufgehoben.

### China
Das „Ministerium für öffentliche Arbeiten“ (chinesisch 工部, Pinyin Gōngbù) war eines der sechs Ministerien des kaiserlichen China. Es existierte in dieser Form von der Tang-Dynastie (618–907) bis zum Sturz der Monarchie 1911. Zuvor wurden seine Aufgaben u. a. vom Obersten Aufseher für die Landwirtschaft wahrgenommen, in der Song-Zeit zeitweise vom Finanzausschuss. Ansonsten wurde der Zuständigkeitsbereich des Ministeriums für öffentliche Arbeiten mehrfach geändert; unter der Ming-Dynastie umfasste er u. a.
- Errichtung staatlicher Bauten
- Straßenbau und Verkehrswasserbau
- Bewässerungsmaßnahmen
- Beschaffungswesen
- Standardisierung, siehe Alte Maße und Gewichte (China)
- Kontrolle über bestimmte Produkte
- Aufsicht über Lagerhäuser und handwerkliche Großbetriebe
- Zwangsrekrutierung von Personal für öffentliche Arbeiten

### Frankreich
In Frankreich entstand 1837 das Ministerium für öffentliche Arbeiten (Ministère des Travaux publics) aus der Direction générale des ponts et chaussées (Generaldirektion für Brücken und Straßen).

### Italien
Das italienische Ministerium für öffentliche Arbeiten (Ministero dei lavori pubblici) entstand im Jahr 1848 im Königreich Sardinien-Piemont. Aus diesem Königreich ging 1861 der italienische Nationalstaat hervor, weswegen das Ministerium in jenem Jahr italienisch wurde. 2001 wurde das Ministerium mit dem für Verkehr zum Ministerium für Infrastruktur und Verkehr fusioniert.

### Japan

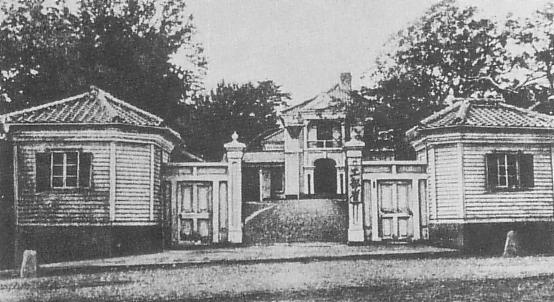
Japanisches Ministerium für öffentliche Arbeiten

Das Ende 1870 geschaffene „Ministerium für öffentliche Arbeiten“ (工部省, Kōbu-shō) war eines der Ministerien im Dajōkan in der frühen Meiji-Zeit. Das Dajōkan war die während der Modernisierung Japans zunächst reaktivierte Variante des Daijō-kan, der im 7. Jahrhundert nach chinesischem Vorbild eingerichteten Verwaltungsstruktur. Das Ministerium war für die Einführung westlicher Technologien zuständig, insbesondere für die Modernisierung von Industrie- und Bergbaubetrieben und der Kommunikations- und Verkehrswege, darunter auch die Planung der ersten Eisenbahnstrecke Japans. Ende 1885 wurde es mit der Schaffung des modernen Japanischen Kabinetts aufgelöst. Die Aufgaben des Kōbu-shō übernahmen das Kommunikationsministerium (Teishin-shō) und das Ministerium für Landwirtschaft und Handel (Nōshōmu-shō).
| Name                                | Kanji                       | Amtsanfang                  | Amtsende                    |
| Minister (工部卿, Kōbu-kyō)         | Minister (工部卿, Kōbu-kyō) | Minister (工部卿, Kōbu-kyō) | Minister (工部卿, Kōbu-kyō) |
| ----------------------------------- | --------------------------- | --------------------------- | --------------------------- |
| Itō Hirobumi                        | 伊藤 博文                   | 25. Okt. 1873               | 15. Mai 1878                |
| Inoue Kaoru                         | 井上 馨                     | 29. Juli 1878               | 10. Sep. 1879               |
| Yamada Akiyoshi                     | 山田 顕義                   | 10. Sep. 1879               | 28. Feb. 1880               |
| Yamao Yōzō                          | 山尾 庸三                   | 28. Feb. 1880               | 21. Okt. 1881               |
| Sasaki Takayuki                     | 佐々木 高行                 | 21. Okt. 1881               | 22. Dez. 1885               |
| Vizeminister (工部大輔, Kōbu-taifu) |                             |                             |                             |
| Yamao Yōzō                          | 山尾 庸三                   | 27. Okt. 1872               | 28. Feb. 1880               |
| Yoshii Tomozane                     | 吉井 友実                   | 17. Juni 1880               | 10. Jan. 1882               |
| Inoue Masaru                        | 井上 勝                     | 8. Juli 1882                | 22. Dez. 1885               |

### Österreich-Ungarn
In Österreich-Ungarn gab es bis zum Ende der Monarchie ebenfalls ein k.k. Ministerium für öffentliche Arbeiten für den Cisleithanischen Reichsteil. Es wurde als Staatsamt für Öffentliche Arbeiten noch bis 1919 weitergeführt und dann aufgelöst, und die Angelegenheiten dem Handelsministerium unterstellt. Auch 1945 existierte kurzfristig ein Staatsamt für öffentliche Bauten, das dann in das Bundesministerium für Handel und Wiederaufbau einverleibt wurde.

### Preußen
In der Regierung des Königreichs Preußen trennte Otto von Bismarck vom Ministerium für Handel, Gewerbe und öffentliche Arbeiten am 17. April 1878 das Ministerium der öffentlichen Arbeiten ab. Es wurde 1921 aufgelöst.

### Spanien
In Spanien gab es von 1931 bis 1991 das Ministro de Obras Públicas y Urbanismo. Es wurde dann mit dem Verkehrsministerium zum mit dem das Ministerio de Obras Públicas, Transportes y Medio Ambiente zusammengelegt, und ist heute das Ministerio de Fomento (Infrastrukturministerium).

### Lateinamerika
Ministerio de Obras Públicas existieren zum Beispiel in Argentinien, Chile, Kolumbien und Panama. Gleichnamige Ministerien in Uruguay und Paraguay wurden mit anderen Ressorts zusammengelegt und dadurch umbenannt (Ministerio de Transporte y Obras Públicas bzw. Ministerio de Obras Públicas y Comunicaciones (Paraguay)).